# Quogue
Quogue és una població dels Estats Units a l'estat de Nova York. Segons el cens del 2000 tenia 1.018 habitants.

## Demografia
Segons el cens del 2000, Quogue tenia 1.018 habitants, 453 habitatges, i 294 famílies. La densitat de població era de 93,6 habitants per km².
Dels 453 habitatges en un 22,1% hi vivien nens de menys de 18 anys, en un 54,3% hi vivien parelles casades, en un 8,4% dones solteres, i en un 34,9% no eren unitats familiars. En el 30,2% dels habitatges hi vivien persones soles el 13,2% de les quals corresponia a persones de 65 anys o més que vivien soles. El nombre mitjà de persones vivint en cada habitatge era de 2,23 i el nombre mitjà de persones que vivien en cada família era de 2,75.
Per edats la població es repartia de la següent manera: un 17,7% tenia menys de 18 anys, un 4,7% entre 18 i 24, un 22,1% entre 25 i 44, un 34,9% de 45 a 60 i un 20,6% 65 anys o més.
L'edat mediana era de 48 anys. Per cada 100 dones de 18 o més anys hi havia 93,5 homes.
La renda mediana per habitatge era de 72.083 $ i la renda mediana per família de 76.296 $. Els homes tenien una renda mediana de 66.875 $ mentre que les dones 42.917 $. La renda per capita de la població era de 50.323 $. Entorn del 6,3% de les famílies i el 7,4% de la població estaven per davall del llindar de pobresa.